# Lac Onondaga
Le lac Onondaga se trouve dans l'État de New York, au nord-ouest de la ville de Syracuse. L'extrémité sud-est de ce lac et son rivage sud-ouest sont cernés par la zone industrielle et les rocades autoroutières ; à l'opposé, les rivages nord-est et nord-ouest sont couverts d'une succession de parcs et de musées.

## Géographie
Quoique voisin de la région des Finger Lakes, ce lac, long de 7 km et large de 1,5 km, n'en fait pas partie. Le lac Onondaga est un lac dimictique, ce qui signifie que les eaux de surface et de profondeur se mélangent deux fois par an. Sa profondeur maximum est de 19 m, et sa profondeur moyenne de 10 m.  Son bassin hydrographique possède une superficie de 642 km2 : il recouvre l’agglomération de Syracuse, le comté d'Onondaga à l'exception du nord et de l'est, la pointe sud-est du comté de Cayuga et le Territoire indien des Onondaga, ce qui représente environ 450 000 riverains.
Le lac Onondaga possède deux tributaires naturels, qui assurent près de 70 % des apports au lac : les ruisseaux de Ninemile et d’Onondaga Creek. Le programme d'assainissement de l'aire métropolitaine de Syracuse (METRO) assure quant à lui 20 % des apports annuels, ; aucun autre lac des États-Unis n'est artificialisé au point de recevoir autant d’eaux retraitées. Les tributaires mineurs : ruisseaux de Ley Creek, de Bloody Brook, de Harbor Brook, de Sawmill Creek, le Tributaire 5A et le déversoir d'East Flume, apportent les 10 % restants,. Les tributaires renouvellent entièrement les eaux du lac à peu près quatre fois par an, ce qui est beaucoup plus rapide que les autres lacs nord-américains. Ses eaux s'écoulent vers le nord-ouest et se déversent dans la Seneca, affluent de l'Oneida, avec laquelle elle donne naissance à l'Oswego, qui se jette à son tour dans le lac Ontario.
Pendant des siècles, le lac était considéré comme un site sacré au sein du territoire indigène ; mais les indiens Onondaga ont dû céder la région du lac à l’État de New York au terme de la guerre d'indépendance des États-Unis. À la fin du XIXe siècle, les colons européens ont construit le long du rivage, déjà réputé pour sa beauté.
Avec l’industrialisation de la région, les berges du lac se sont énormément urbanisées ; les déchets domestiques et industriels, liés à l'urbanisation, ont gravement pollué les eaux de surface, ce qui a déterminé les autorités à interdire la collecte de glace dès 1901, puis à interdire toute baignade en 1940, et enfin à interdire la pêche en 1970 à cause de la contamination au mercure,. Cette pollution  demeure préoccupante aujourd'hui. Malgré le vote du Clean Water Act en 1973 et la cessation d'activité du principal pollueur de l'endroit en 1986, le lac Onondaga demeure l'un des plus pollués d’Amérique du Nord. Plusieurs initiatives, dont un programme étagé sur 15 années, actuellement en cours d'application, ont été adoptées.

## Histoire

### Les premiers colons européens

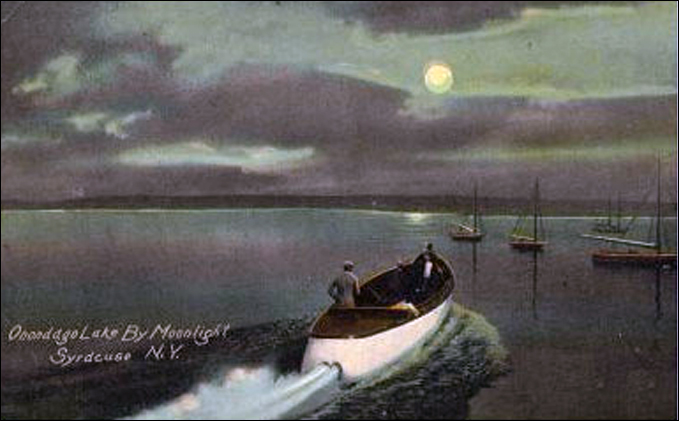
Un canot à moteur de nuit sur le lac Onondaga (1907).

En 1654, des explorateurs français apprirent d'indiens Onondaga l'existence de sources minérales dans le pays. Des missionnaires jésuites, visitant la région de Syracuse à la même époque, signalèrent les premiers la présence de sources salines à la pointe méridionale de ce qu'ils appelaient le « lac salé » (c'est-à-dire le lac Onondaga), s'étendant tout autour du lac et jusqu'à une distance d'environ 15 km, depuis l'actuelle localité de Salina à Geddes et de Liverpool à l'embouchure du ruisseau de Ninemile Creek. Les colons européens, pour la plupart des trappeurs et des trafiquants de fourrures, mirent leurs pas dans ceux des missionnaires jésuites et des explorateurs français et s'établirent dans la région de Syracuse au XVIIe et au XVIIIe siècles. Au terme de la guerre de la Conquête, les Français furent chassés et leur activité reprise par leurs concurrents Britanniques.
Les colons britanniques entreprirent l'exploitation des salines vers la fin du XVIIIe siècle. À l'issue de la guerre d'indépendance, ils imposèrent aux Six Nations iroquoises par le traité de Fort Stanwix la cession aux exploitants de sel, des terres autour du lac, moyennant un partage du sel traité entre les parties. Dès 1822, une recrue de malaria incita les autorités à draguer l'exutoire vers la Seneca, avec pour conséquence directe un abaissement des eaux du lac : l'assèchement des marécages au nord de Syracuse permit d'étendre l'agglomération.
Le creusement du canal Érié, terminé au milieu des années 1820, et l'accroissement de la production de sel firent la prospérité de l'endroit : le littoral occidental du lac s'industrialisa tout au long du XIXe siècle,.
Le lac Onondaga lui-même devint un lieu touristique apprécié, et vers la fin du XIXe siècle, son littoral était mité d’hôtels, de restaurants et de parcs de promenade. On y venait en train de New York. Les poissons pêchés dans le lac étaient servis dans les restaurants de tout l'Etat, mais par suite de la pollution croissante, la pêcherie locale dut fermer en 1890.

### L'industrialisation et ses conséquences
L'exploitation systématique des salines remonte à 1797, avec l'octroi par la Législature d'État de New York d'une « bande de 1 mile » autour de la moitié nord du lac, dénommée Onondaga Salt Springs Reservation. De 1797 à 1917, les industriels en ont tiré 11 500 000 tonnes de sel conditionné.
Les salines et les carrières de craie fournissaient la matière première pour la production de soude, composant de base de l'industrie du verre à vitre, des détergents et de la pâte à papier : leur abondance dans le bassin d'Onondaga est le facteur essentiel de l’industrialisation du littoral. 

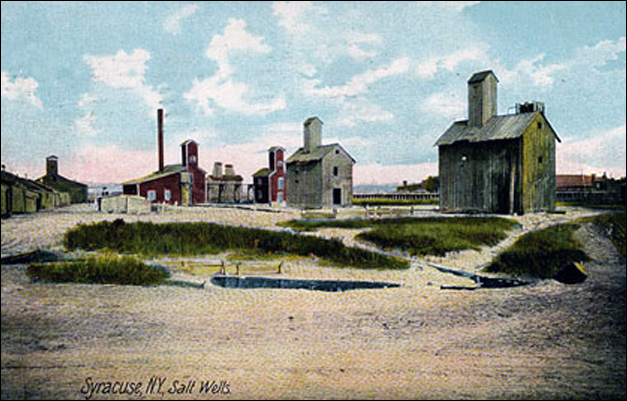
Puits de sel à Syracuse vers 1900.

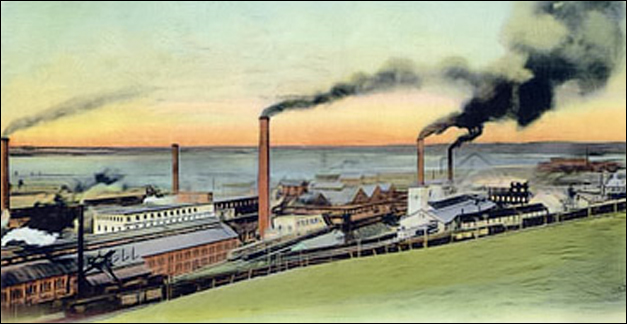
Usines Solvay à Solvay le long du lac Onondaga, vers 1900.

À partir de 1838, l’État de New York autorisa les forages de prospection un peu partout autour du lac, afin de déterminer la position du banc de sel cristal, mais les recherches n'aboutirent pas. La Solvay Process co., immatriculée en 1881, reprit les forages de prospection au sud de Syracuse en 1883. C'était une société spécialisée dans l'élaboration de la soude, branche amont du génie chimique. Finalement Solvay découvrit des dépôts de halite à 400 m de profondeur à l'extrémité sud de la vallée de Tully, et commença à produire de la soude en 1884. De 1890 à 1986, plus de 120 puits ont été forés dans le banc de halite, le long des coteaux est et ouest de la vallée. L'usine Solvay produisait environ 20 tonnes de soude par jour, et rejetait ses déchets directement dans le lac Onondaga, avant de les entreposer en terril le long du littoral sud-ouest : en 1907, le procureur général de l’État de New York l'avait menacée de poursuites.
Avec les progrès de l'urbanisation au XXe siècle, la pollution du lac atteignit son paroxysme : les rejets domestiques et les décharges sauvages éloignèrent les touristes, les pêcheurs et les nageurs.
En 1920, la société Solvay Process Co. fusionna avec quatre autres entreprises de la chimie, pour former Allied Chemical and Dye Corp. À partir de 1950, ce groupe mit en œuvre un nouveau procédé d'obtention du chlore par électrodes au calomel. De nouveau il y eut des rejets de mercure dans le lac. Le groupe chimique, devenu entre-temps Allied Chemical Corp. (1958), continuant de polluer, l’État fédéral et l'État de New York durent interdire la pêche en 1970 à cause de la contamination au mercure touchant la faune piscicole. Puis le procureur général poursuivit Allied Chemical, soupçonné d'avoir déversé jusqu'à 12 kg de mercure par jour dans le lac Onondaga. L'exploitant, devenu Allied Corporation, finit par démanteler ses usines en 1986 ; au terme d'un procès intenté par l’État de New York en 1989, Allied-Signal, racheté par Honeywell en 1999, a reconnu sa responsabilité et finance depuis un programme de réhabilitation du lac.
La salinité croissante des eaux de surface résulte semble résulter aussi pour partie des prises et rejets d'usines du secteur agro-alimentaire : laiteries, brasseries et entrepôts réfrigérés.

## Tourisme

### Les parcs

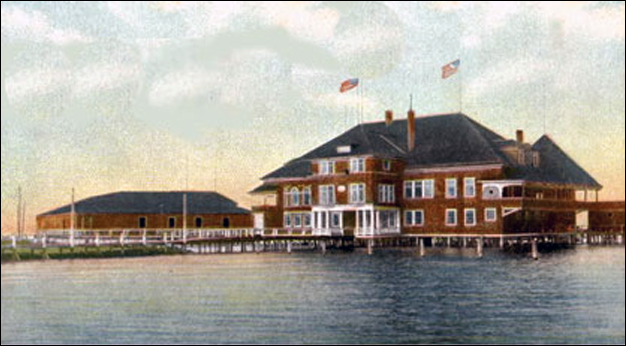
La capitainerie du lac Onondaga (1907).

La zone minière des salines affermée par le gouvernement fédéral était devenue une succession de terrils de déchets au moment de la crise de 1929 : cela détermina Franklin D. Roosevelt à céder ces terres au comté d'Onondaga. Les fonds publics consacrés aux travaux d'utilité collective permirent de convertir ces terrains en un jardin public, le Long Branch Park au début des années 1930.
Le 24 septembre 1933, plusieurs associations locales collaborèrent à la définition du projet de parking, le West Shore Parkway, le long des berges du lac Onondaga. Ce parking reprenait l'emplacement d’une voie ferrée déclassée, le Lakeshore Railway.

### Les musées

#### La mission Sainte-Marie
L'ancien fort français de la Mission Sainte-Marie marque l'avancée des jésuites et colons français au sud du lac Ontario. Dans les années 1930, les vestiges de ce fort ont été déblayés et une prétendue reconstitution a été édifiée à leur emplacement, mais les recherches menées depuis ont montré qu'il s'agissait d'une tentative peu fidèle à l'original.
Dans les années 1980, les autorités du comté ont décidé de remplacer cette structure par une reconstitution historiquement plus fidèle, et d'y ajouter un écomusée où sont présentés des vestiges archéologiques mis au jour sur le site.
Au 1er janvier 2013, l’Association historique Onondaga (OHA) a repris la gestion de la mission Sainte-Marie des Iroquois sur le littoral oriental du lac, avec l'intention d'y établir un centre d'interprétation de l'ethnogenèse des Iroquois, le Skä•noñh Center (« Skä•noñh » est une expression de bienvenue onondaga signifiant paix et confort).

#### Le musée des salines
Le musée du sel est construit autour d'une cheminée d'usine. Il a été inauguré en 1933, au cours de la crise de 1929.